# Filmografia de Joan Crawford
Joan Crawford (190?–1977) foi uma atriz estadunidense. Começando como dançarina em companhias teatrais itinerantes antes de estrear na Broadway, Crawford assinou um contrato com a Metro-Goldwyn-Mayer em 1925. Inicialmente frustrada com o tamanho e a qualidade de seus papéis, Crawford começou uma campanha de auto-publicidade e tornou-se nacionalmente conhecida como melindrosa no final da década de 1920. Crawford tornou-se uma das estrelas de cinema mais proeminentes de Hollywood e uma das mulheres mais bem pagas dos Estados Unidos.

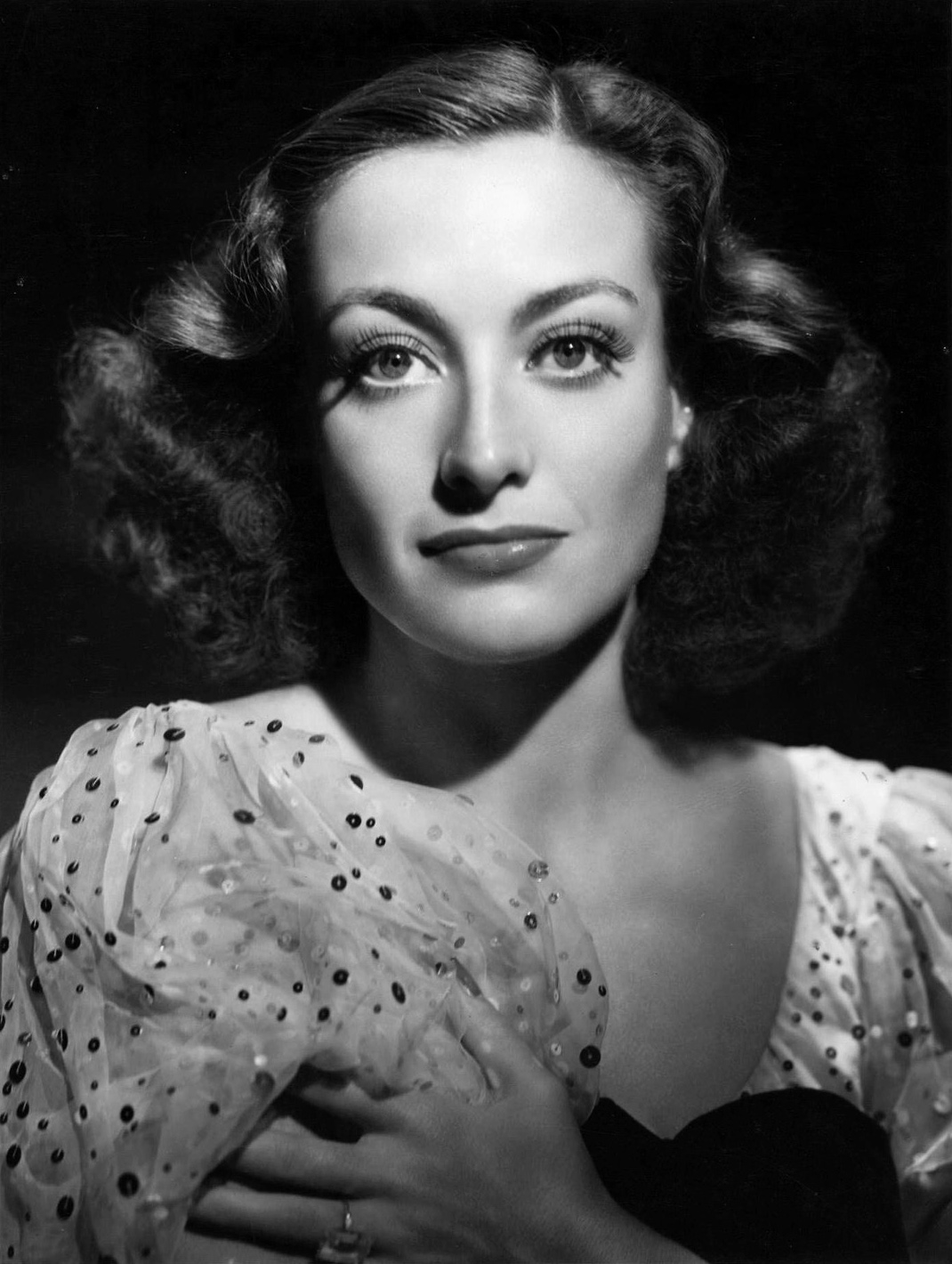
Joan Crawford em foto publicitária, 1936.

Seu primeiro filme foi o longa mudo "Lady of the Night" (1925), como dublê de corpo da estrela Norma Shearer. Ela apareceu em mais uma dúzia de filmes antes de estourar como a namorada do personagem de Lon Chaney no filme de terror "The Unknown" (1927). Seu sucesso em "Our Dancing Daughters" (1928) transformou-a numa das melindrosas mais famosas da época. Seu primeiro filme sonoro, "Untamed" (1929), foi um sucesso de crítica e público.
Crawford tornou-se uma das atrizes mais populares da década de 1930, quando era contratada da Metro-Goldwyn-Mayer (MGM). Ela estrelou numa série de filmes de temática "da pobreza à riqueza" que se tornaram extremamente populares durante a Grande Depressão, mais especificamente com o público feminino. Sua popularidade rivalizava com a de outras estrelas do estúdio, como Norma Shearer, Greta Garbo e Jean Harlow. Ela apareceu em oito filmes com Clark Gable, incluindo no romance "Possessed" (1931), no musical "Dancing Lady" (1933), na comédia romântica maluca "Love on the Run" (1936), e no drama "Strange Cargo" (1940). Em 1937, ela foi proclamada a primeira "Rainha do Cinema" pela revista Life, mas logo sua popularidade esvaiu. Em maio de 1938, após os fracassos de "The Bride Wore Red" (1937), e "Mannequin" (1938), Crawford – assim como Garbo, Katharine Hepburn, Fred Astaire, Kay Francis e muitos outros – foi nomeada pela Associação de Donos de Salas de Cinema Independentes da América como "veneno da bilheteria", ou seja, uma atriz cuja "bilheteria é nula".

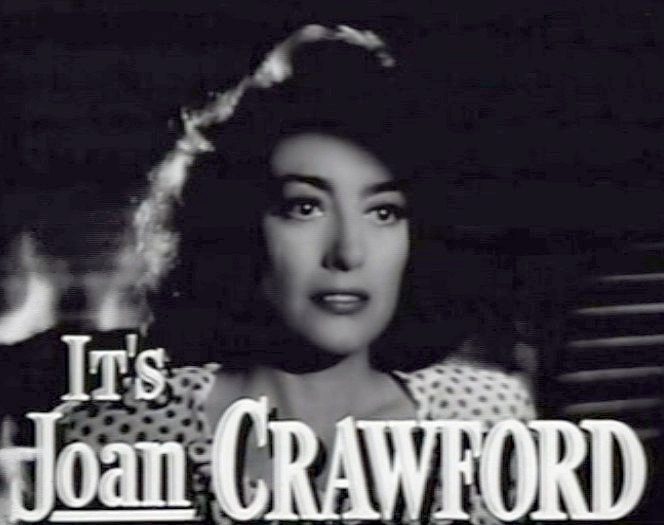
Crawford em "Alma em Suplício" (1945).

Crawford conseguiu retornar ao estrelato com a comédia "Mulheres" (1939), que estrelou ao lado de Shearer e um elenco todo feminino. Em 1.º de julho de 1943, Crawford deixou a MGM e assinou um contrato com a Warner Bros., onde se tornou a principal rival de Bette Davis por papéis dramáticos. Após um começo lento com o estúdio, ela recebeu aclamação de crítica e de público por sua atuação no drama "Alma em Suplício" (1945). O filme rendeu-lhe o Oscar de melhor atriz, o único de sua carreira. De 1946 a 1952, Crawford apareceu numa série de filmes bem-sucedidos com o público e a crítica, incluindo o drama "Humoresque" (1946), os filmes noir "Possessed" (1947) — pelo qual recebeu sua segunda indicação ao Oscar — "Flamingo Road" (1949), o drama "The Damned Don't Cry!" (1950), e a comédia romântica "Goodbye, My Fancy" (1951). Após filmar "This Woman Is Dangerous" (1952), que considerava como sendo o pior filme de sua carreira, Crawford rescindiu seu contrato com a Warner e passou a atuar como atriz independente. Seu primeiro filme fora do estúdio, o suspense "Sudden Fear" (1952), rendeu-lhe sua terceira e última indicação ao Oscar de melhor atriz.

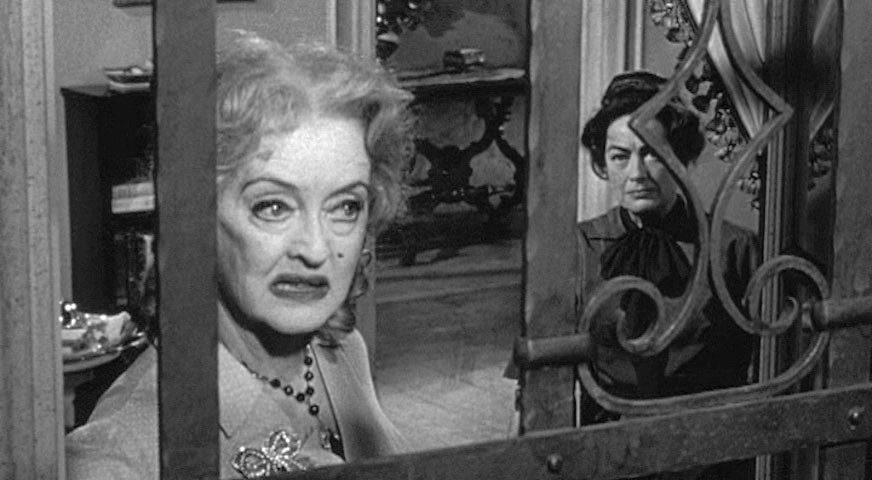
Crawford e Bette Davis em "What Ever Happened to Baby Jane?" (1962).

Em 1953, Crawford retornou à MGM para estrelar o musical "Torch Song", seu último filme para o estúdio que a lançou à fama. Durante a segunda metade dos anos 1950, Crawford estrelou numa série de filmes B, como "Female on the Beach" (1955), "Queen Bee" (1955) e "Autumn Leaves" (1956). Em 1962, Crawford se uniu à rival Bette Davis para estrelar a adaptação cinematográfica do romance "What Ever Happened to Baby Jane?". O filme de suspense foi um sucesso de bilheteria e reviveu brevemente a carreira da atriz, que continuou atuando até 1970, quando estrelou no filme britânico de terror e ficção científica "Trog". Sua última atuação nas telas, no entanto, deu-se num episódio do seriado "The Sixth Sense", exibido pela ABC em 30 de setembro de 1972.
Os títulos em português referem-se a exibições no Brasil e Portugal.

## Cinema

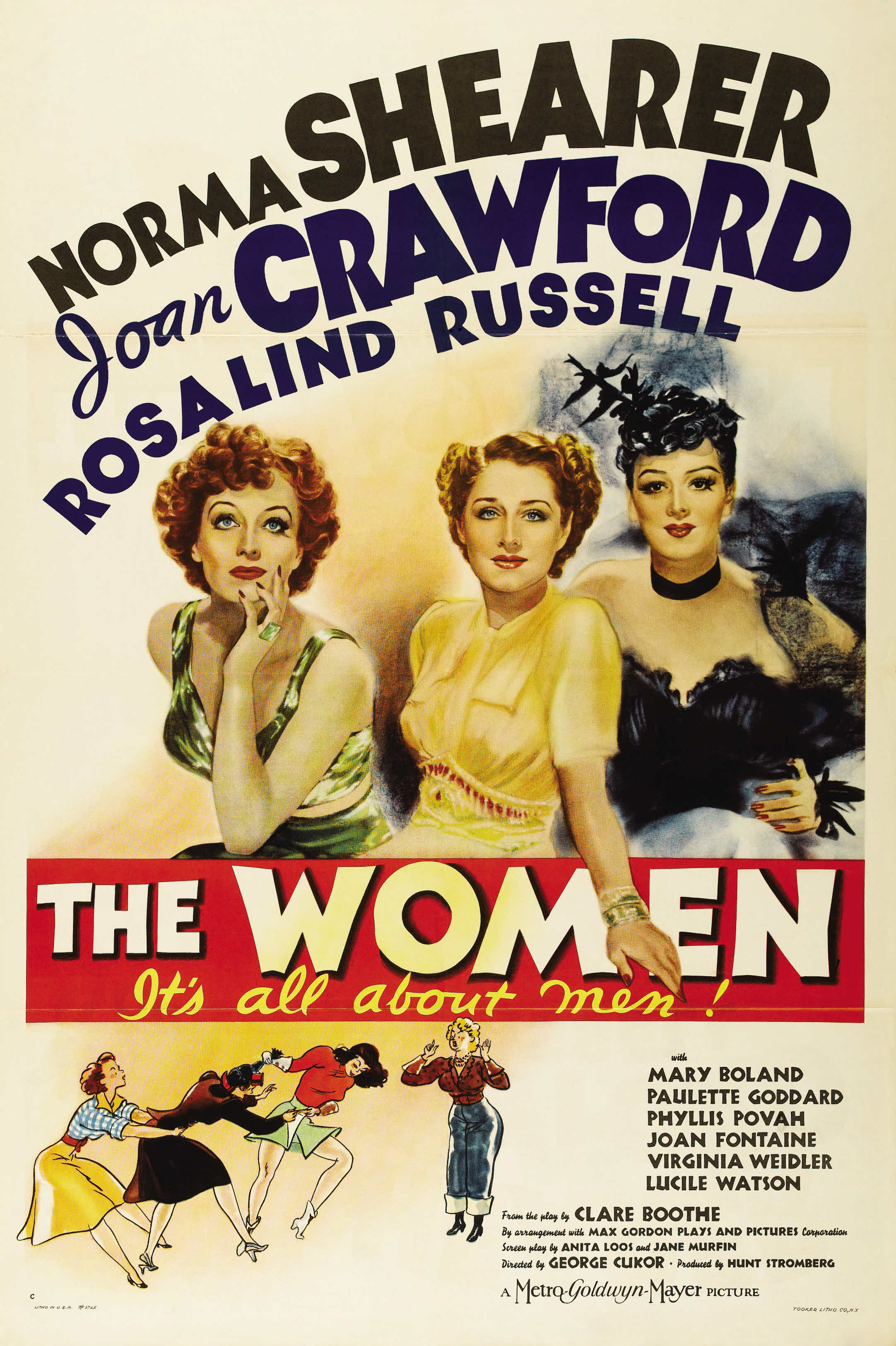
Cartaz promocional de "Mulheres" (1939).

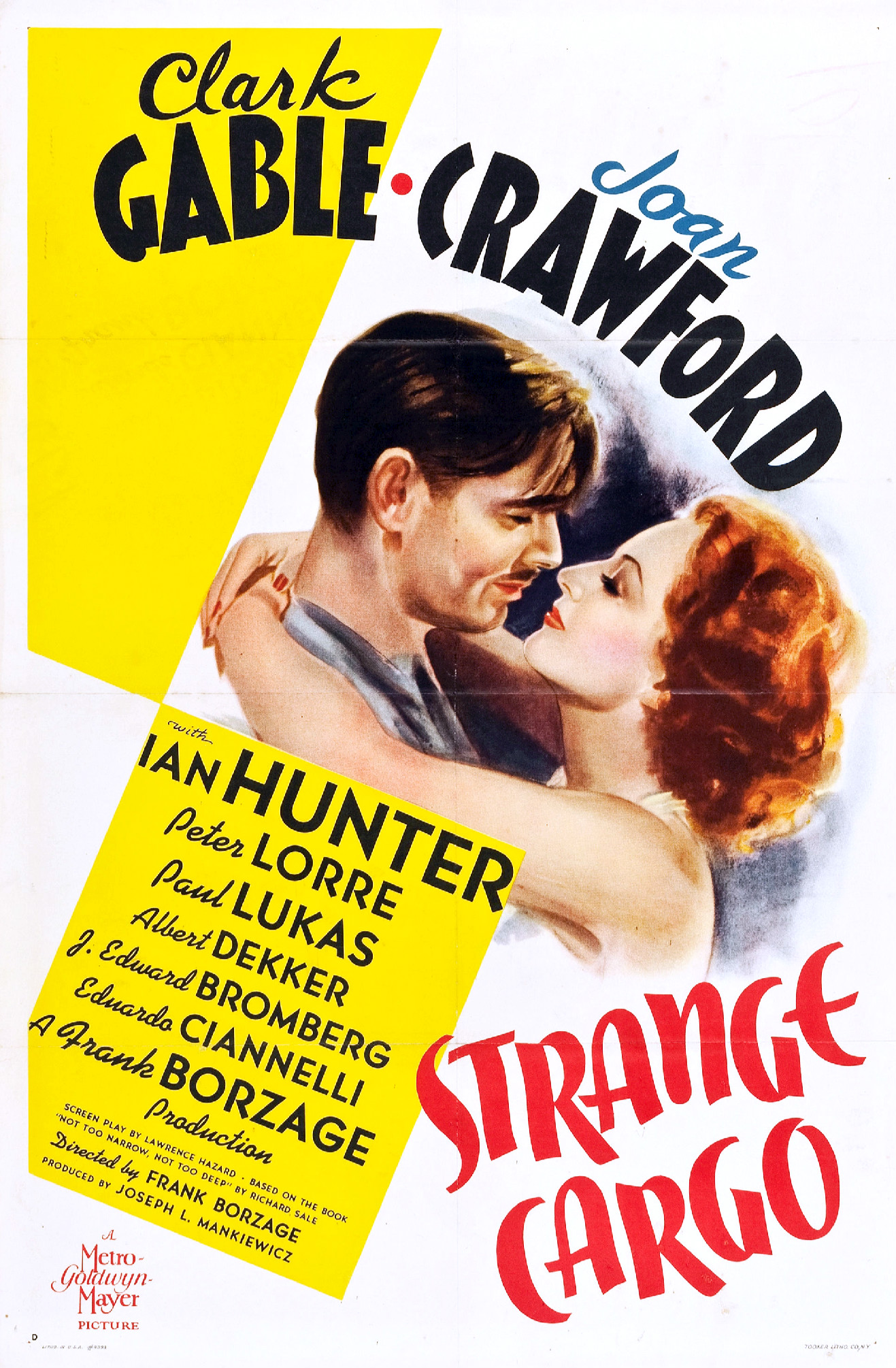
Cartaz promocional de "Strange Cargo" (1940).

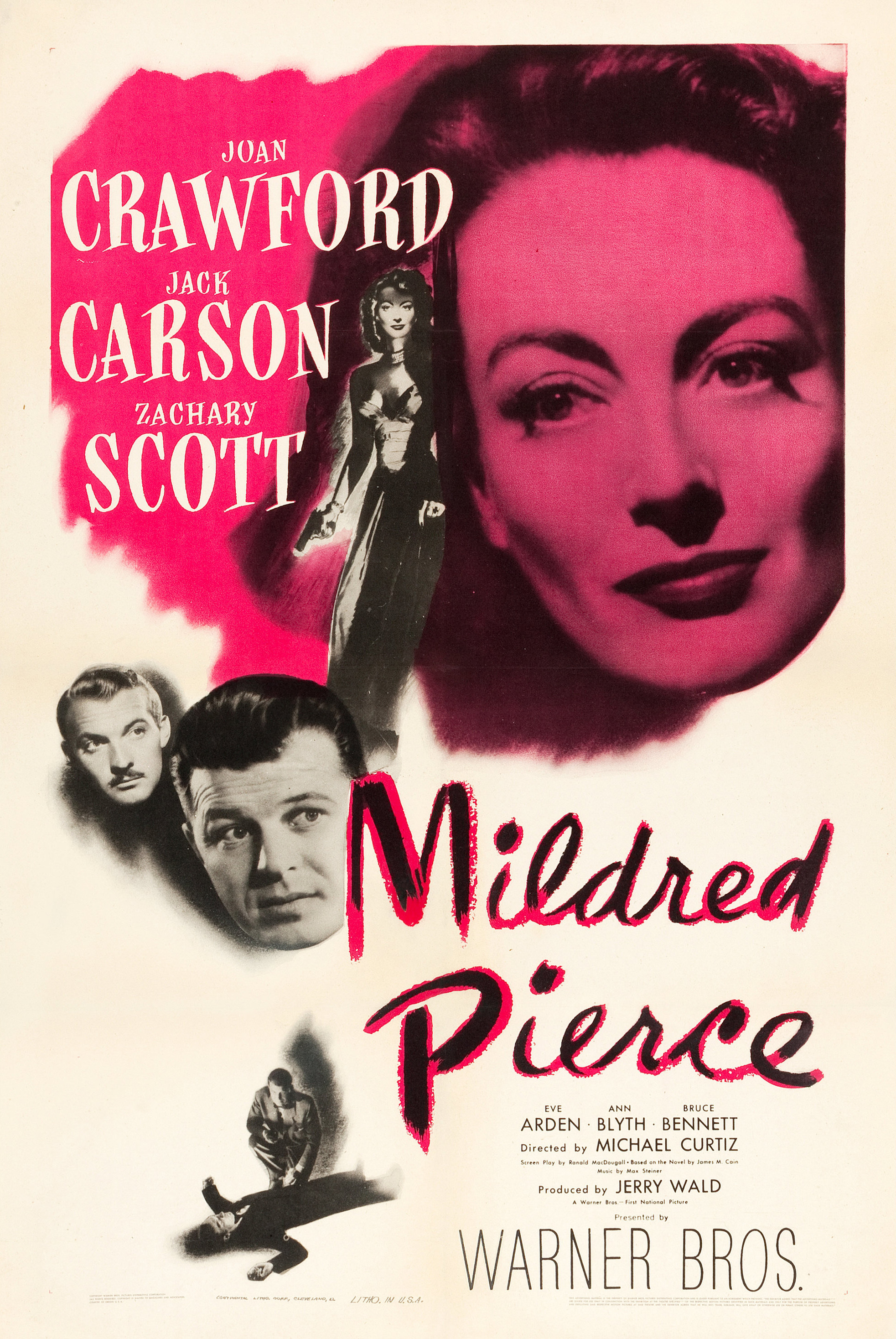
Cartaz promocional de "Alma em Suplício" (1945).

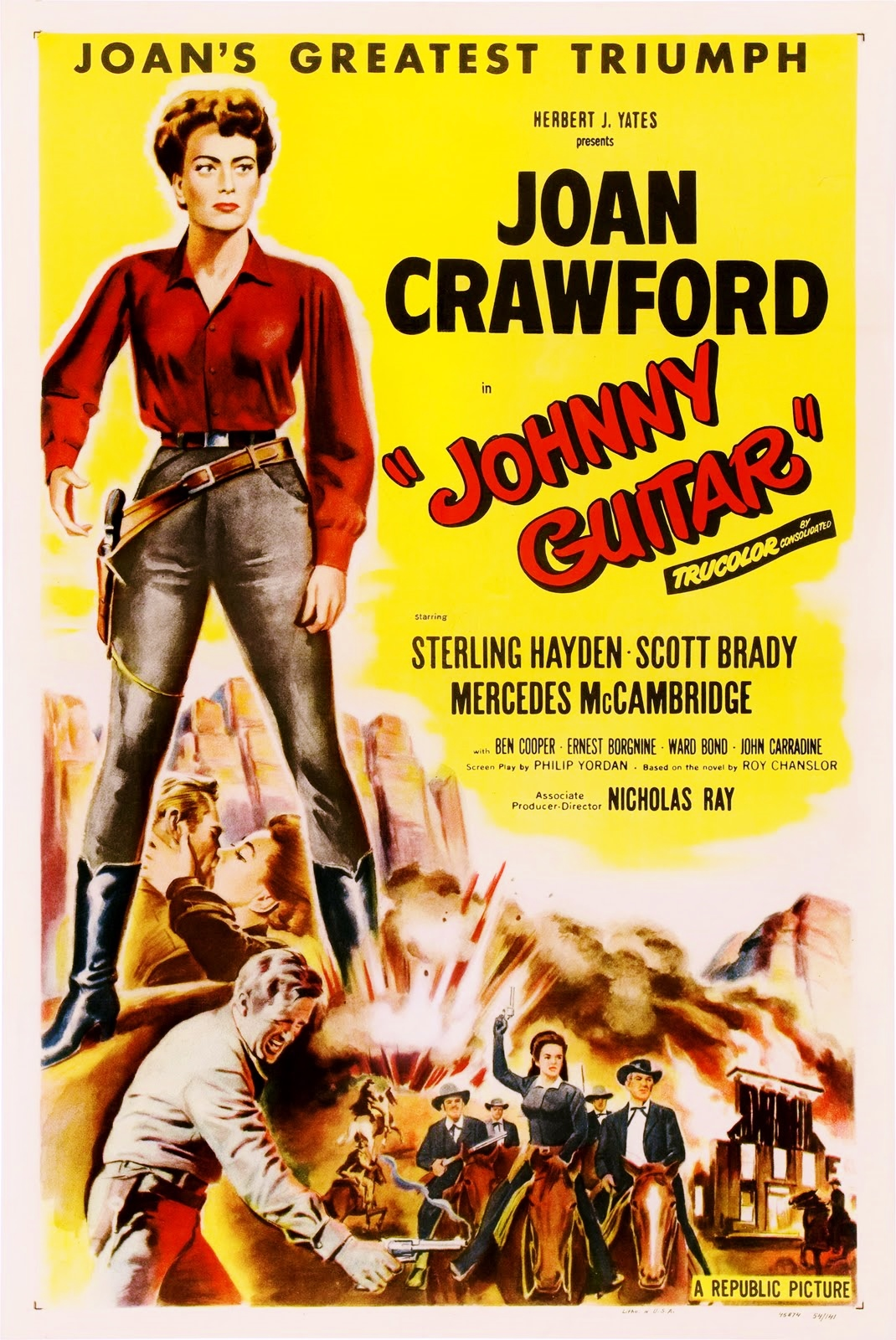
Cartaz promocional de "Johnny Guitar" (1954).

### Longas-metragens
| Ano  | Título                    | Papel                                  | Companhias de produção    | Notas                          |
| ---- | ------------------------- | -------------------------------------- | ------------------------- | ------------------------------ |
| 1925 | Lady of the Night         | Dublê de Norma Shearer                 | Metro-Goldwyn-Mayer (MGM) | Não-creditada                  |
| 1925 | Proud Flesh               | Convidada em festa                     | Metro-Goldwyn-Mayer (MGM) | Não-creditada                  |
| 1925 | A Slave of Fashion ‡      | Modelo                                 | Metro-Goldwyn-Mayer (MGM) | Não-creditada                  |
| 1925 | A Viúva Alegre            | Dançarina de salão                     | Metro-Goldwyn-Mayer (MGM) | Não-creditada                  |
| 1925 | A Mosca Negra             | Bobby, uma dançarina                   | Metro-Goldwyn-Mayer (MGM) | Creditada como Lucille LeSueur |
| 1925 | The Circle                | Lady Catherine (jovem)                 | Metro-Goldwyn-Mayer (MGM) | Creditada como Lucille LeSueur |
| 1925 | The Midshipman            | Motorista de carro de polícia          | Metro-Goldwyn-Mayer (MGM) | Não-creditada                  |
| 1925 | Ben-Hur                   | Espectadora da corrida de bigas        | Metro-Goldwyn-Mayer (MGM) | Não-creditada                  |
| 1925 | Old Clothes               | Mary Riley                             | Metro-Goldwyn-Mayer (MGM) | Elenco principal               |
| 1925 | The Only Thing            | Catherine, uma dama de companhia       | Metro-Goldwyn-Mayer (MGM) | Não-creditada                  |
| 1925 | Sally, Irene and Mary     | Irene                                  | Metro-Goldwyn-Mayer (MGM) | Elenco principal               |
| 1926 | Tramp, Tramp, Tramp       | Betty Burton                           | First National Pictures   | Elenco principal               |
| 1926 | The Boob                  | Jane                                   | Metro-Goldwyn-Mayer (MGM) | Elenco principal               |
| 1926 | Paris                     | A Garota                               | Metro-Goldwyn-Mayer (MGM) | Elenco principal               |
| 1927 | Winners of the Wilderness | Rene Contrecoeur                       | Metro-Goldwyn-Mayer (MGM) | Elenco principal               |
| 1927 | The Taxi Dancer           | Joslyn Poe                             | Metro-Goldwyn-Mayer (MGM) | Elenco principal               |
| 1927 | The Understanding Heart   | Monica Dale                            | Metro-Goldwyn-Mayer (MGM) | Elenco principal               |
| 1927 | The Unknown               | Nanon Zanzi                            | Metro-Goldwyn-Mayer (MGM) | Elenco principal               |
| 1927 | Twelve Miles Out          | Jane                                   | Metro-Goldwyn-Mayer (MGM) | Elenco principal               |
| 1927 | Spring Fever              | Allie Monte                            | Metro-Goldwyn-Mayer (MGM) | Elenco principal               |
| 1927 | West Point                | Betty Channing                         | Metro-Goldwyn-Mayer (MGM) | Elenco principal               |
| 1928 | The Law of the Range      | Betty Dallas                           | Metro-Goldwyn-Mayer (MGM) | Elenco principal               |
| 1928 | Rose-Marie ‡              | Rose-Marie                             | Metro-Goldwyn-Mayer (MGM) | Elenco principal               |
| 1928 | Across to Singapore       | Priscilla Crowninshield                | Metro-Goldwyn-Mayer (MGM) | Elenco principal               |
| 1928 | Four Walls ‡              | Frieda                                 | Metro-Goldwyn-Mayer (MGM) | Elenco principal               |
| 1928 | Our Dancing Daughters     | Diana "Di" Medford / Diana, a Perigosa | Metro-Goldwyn-Mayer (MGM) | Elenco principal               |
| 1928 | Dream of Love ‡           | Adrienne Lecouvreur                    | Metro-Goldwyn-Mayer (MGM) | Elenco principal               |
| 1929 | The Duke Steps Out ‡      | Susie                                  | Metro-Goldwyn-Mayer (MGM) | Elenco principal               |
| 1929 | Our Modern Maidens        | Billie Brown                           | Metro-Goldwyn-Mayer (MGM) | Elenco principal               |

‡ denota filme perdido.
| Ano  | Título                           | Papel                                 | Companhias de produção    | Notas            |
| ---- | -------------------------------- | ------------------------------------- | ------------------------- | ---------------- |
| 1929 | The Hollywood Revue of 1929      | Ela mesma                             | Metro-Goldwyn-Mayer (MGM) | Elenco principal |
| 1929 | Untamed                          | Alice "Bingo" Dowling                 | Metro-Goldwyn-Mayer (MGM) | Elenco principal |
| 1930 | Montana Moon                     | Joan "Montana" Prescott               | Metro-Goldwyn-Mayer (MGM) | Elenco principal |
| 1930 | Our Blushing Brides              | Geraldine "Gerry" March               | Metro-Goldwyn-Mayer (MGM) | Elenco principal |
| 1930 | Paid                             | Mary Turner                           | Metro-Goldwyn-Mayer (MGM) | Elenco principal |
| 1931 | Dance, Fools, Dance              | Bonnie Jordan                         | Metro-Goldwyn-Mayer (MGM) | Elenco principal |
| 1931 | Laughing Sinners                 | Ivy Stevens                           | Metro-Goldwyn-Mayer (MGM) | Elenco principal |
| 1931 | This Modern Age                  | Valentine "Val" Winters               | Metro-Goldwyn-Mayer (MGM) | Elenco principal |
| 1931 | Possessed                        | Marian Martin / Sra. Moreland         | Metro-Goldwyn-Mayer (MGM) | Elenco principal |
| 1932 | Grande Hotel                     | Flaemmchen                            | Metro-Goldwyn-Mayer (MGM) | Elenco principal |
| 1932 | Letty Lynton                     | Letty Lynton                          | Metro-Goldwyn-Mayer (MGM) | Elenco principal |
| 1932 | Rain                             | Sadie Thompson                        | United Artists            | Elenco principal |
| 1933 | Today We Live                    | Diana "Ann" Boyce                     | Metro-Goldwyn-Mayer (MGM) | Elenco principal |
| 1933 | Dancing Lady                     | Janie "Duquesa" Barlow                | Metro-Goldwyn-Mayer (MGM) | Elenco principal |
| 1934 | Sadie McKee                      | Sadie McKee Brennan                   | Metro-Goldwyn-Mayer (MGM) | Elenco principal |
| 1934 | Chained                          | Diane "Dinah" Lovering                | Metro-Goldwyn-Mayer (MGM) | Elenco principal |
| 1934 | Forsaking All Others             | Mary Clay                             | Metro-Goldwyn-Mayer (MGM) | Elenco principal |
| 1935 | No More Ladies                   | Marcia Townsend                       | Metro-Goldwyn-Mayer (MGM) | Elenco principal |
| 1935 | I Live My Life                   | Kay Bentley                           | Metro-Goldwyn-Mayer (MGM) | Elenco principal |
| 1936 | The Gorgeous Hussy               | Margaret "Peggy" O'Neal               | Metro-Goldwyn-Mayer (MGM) | Elenco principal |
| 1936 | Love on the Run                  | Sally Parker                          | Metro-Goldwyn-Mayer (MGM) | Elenco principal |
| 1937 | The Last of Mrs. Cheyney         | Fay Cheyney                           | Metro-Goldwyn-Mayer (MGM) | Elenco principal |
| 1937 | The Bride Wore Red               | Anni Pavlovitch / Anne Vivaldi        | Metro-Goldwyn-Mayer (MGM) | Elenco principal |
| 1937 | Mannequin                        | Jessica "Jessie" Cassidy              | Metro-Goldwyn-Mayer (MGM) | Elenco principal |
| 1938 | The Shining Hour                 | Olivia Riley                          | Metro-Goldwyn-Mayer (MGM) | Elenco principal |
| 1939 | The Ice Follies of 1939          | Mary McKay / Sandra Lee               | Metro-Goldwyn-Mayer       | Elenco principal |
| 1939 | Mulheres                         | Crystal Allen                         | Metro-Goldwyn-Mayer       | Elenco principal |
| 1940 | Strange Cargo                    | Julie                                 | Metro-Goldwyn-Mayer       | Elenco principal |
| 1940 | Susan and God                    | Susan Trexel                          | Metro-Goldwyn-Mayer       | Elenco principal |
| 1941 | A Woman's Face                   | Anna Holm / Ingrid Paulsen            | Metro-Goldwyn-Mayer (MGM) | Elenco principal |
| 1941 | When Ladies Meet                 | Mary "Minnie" Howard                  | Metro-Goldwyn-Mayer (MGM) | Elenco principal |
| 1942 | They All Kissed the Bride        | Margaret "M. J." Drew                 | Columbia Pictures         | Elenco principal |
| 1942 | Reunion in France                | Michele de la Becque                  | Metro-Goldwyn-Mayer (MGM) | Elenco principal |
| 1943 | Above Suspicion                  | Frances Myles                         | Metro-Goldwyn-Mayer (MGM) | Elenco principal |
| 1944 | Hollywood Canteen                | Ela mesma                             | Warner Bros.              | Participação     |
| 1945 | Alma em Suplício                 | Mildred Pierce                        | Warner Bros.              | Elenco principal |
| 1946 | Humoresque                       | Helen Wright                          | Warner Bros.              | Elenco principal |
| 1947 | Possessed                        | Louise Howell                         | Warner Bros.              | Elenco principal |
| 1947 | Daisy Kenyon                     | Daisy Kenyon                          | 20th Century Fox          | Elenco principal |
| 1949 | Flamingo Road                    | Lane Bellamy                          | Warner Bros.              | Elenco principal |
| 1949 | It's a Great Feeling             | Ela mesma                             | Warner Bros.              | Participação     |
| 1950 | The Damned Don't Cry!            | Ethel Whitehead / Lorna Hansen Forbes | Warner Bros.              | Elenco principal |
| 1950 | Harriet Craig                    | Harriet Craig                         | Columbia Pictures         | Elenco principal |
| 1951 | Goodbye, My Fancy                | Agatha Reed                           | Warner Bros.              | Elenco principal |
| 1952 | This Woman Is Dangerous          | Beth Austin                           | Warner Bros.              | Elenco principal |
| 1952 | Sudden Fear                      | Myra Hudson                           | RKO Pictures              | Elenco principal |
| 1953 | Torch Song                       | Jenny Stewart                         | Metro-Goldwyn-Mayer (MGM) | Elenco principal |
| 1954 | Johnny Guitar                    | Vienna                                | Republic Pictures         | Elenco principal |
| 1955 | Female on the Beach              | Lynn Markham                          | Universal Pictures        | Elenco principal |
| 1955 | Queen Bee                        | Eva Phillips                          | Columbia Pictures         | Elenco principal |
| 1956 | Autumn Leaves                    | Millicent "Milly" Wetherby            | Columbia Pictures         | Elenco principal |
| 1957 | The Story of Esther Costello     | Margaret Landi                        | Columbia Pictures         | Elenco principal |
| 1959 | The Best of Everything           | Amanda Farrow                         | 20th Century Fox          | Elenco principal |
| 1962 | What Ever Happened to Baby Jane? | Blanche Hudson                        | Seven Arts Productions    | Elenco principal |
| 1963 | The Caretakers                   | Lucretia Terry                        | United Artists            | Elenco principal |
| 1964 | Strait-Jacket                    | Lucy Harbin                           | Columbia Pictures         | Elenco principal |
| 1965 | I Saw What You Did               | Amy Nelson                            | Universal Pictures        | Elenco principal |
| 1967 | The Karate Killers               | Amanda True                           | Metro-Goldwyn-Mayer (MGM) | Elenco principal |
| 1967 | Berserk!                         | Monica Rivers                         | Columbia Pictures         | Elenco principal |
| 1970 | Trog                             | Dra. Brockton                         | Warner Bros.              | Elenco principal |

### Participações menores
| Ano  | Título                        | Papel     | Companhias de produção    | Notas                          |
| ---- | ----------------------------- | --------- | ------------------------- | ------------------------------ |
| 1925 | MGM Studio Tour               | Ela mesma | Metro-Goldwyn-Mayer (MGM) | Creditada como Lucille LeSueur |
| 1925 | Miss MGM                      | Srta. MGM | Metro-Goldwyn-Mayer (MGM) | Não-creditada                  |
| 1930 | Hollywood Snapshots #11       | Ela mesma | Columbia Pictures         |                                |
| 1931 | The Slippery Pearls           | Ela mesma | Paramount Pictures        |                                |
| 1932 | Screen Snapshots              | Ela mesma | Columbia Pictures         |                                |
| 1947 | The Jimmy Fund                | Ela mesma |                           |                                |
| 1958 | Hollywood Mothers and Fathers | Ela mesma | Columbia Pictures         |                                |
| 1972 | A Very Special Child          | Ela mesma | American Cancer Society   |                                |

## Televisão
| Ano     | Título                      | Papel                                     | Notas                                                                                             |
| ------- | --------------------------- | ----------------------------------------- | ------------------------------------------------------------------------------------------------- |
| 1953    | The Revlon Mirror Theater   | Margaret Hughes                           | Episódio: "Because I Love Him"                                                                    |
| 1954–59 | General Electric Theater    | Mary Andrews / Ruth Marshall / Ann Howard | - Episódio: "The Road to Edinburgh" - Episódio: "Strange Witness" - Episódio: "And One Was Loyal" |
| 1959    | The Joan Crawford Show      | Susan Conrad                              | Episódio: "Woman on the Run"; não-televisionado                                                   |
| 1959–61 | Zane Grey Theatre           | Stella Faring / Sarah e Melanie Hobbes    | - Episódio: "Rebel Range" - Episódio: "One Must Die"                                              |
| 1961    | The DuPont Show of the Week | Anfitriã                                  | Episódio: "The Ziegfeld Touch"                                                                    |
| 1963    | Route 66                    | Morgan Matheson Harper                    | Episódio: "Same Picture, Different Frame"                                                         |
| 1965    | Della                       | Della Chappell                            | Telefilme                                                                                         |
| 1967    | O Agente da U.N.C.L.E.      | Amanda True                               | Episódio: "The Five Daughters Affair: Part 1"                                                     |
| 1968    | The Lucy Show               | Ela mesma                                 | Episódio: "Lucy and the Lost Star"; convidada especial                                            |
| 1968    | The Secret Storm            | Joan Borman Kane #2                       | 5 episódios                                                                                       |
| 1969    | Garbo                       | Anfitriã / Narradora                      | Documentário                                                                                      |
| 1969    | Night Gallery               | Claudia Menlo                             | Telefilme                                                                                         |
| 1970    | The Virginian               | Stephanie White                           | Episódio: "Nightmare"                                                                             |
| 1970    | The Tim Conway Show         | Ela mesma                                 | Episódio: "To Cuba With Love"; participação                                                       |
| 1970    | Journey to the Unknown      | Anfitriã                                  | Telefilme                                                                                         |
| 1970    | The Tim Conway Comedy Hour  | Ela mesma                                 | Episódio: "1.3"; convidada especial                                                               |
| 1971    | Journey to Murder           | Anfitriã                                  | Telefilme                                                                                         |
| 1972    | The Sixth Sense             | Joan Fairchild                            | Episódio: "Dear Joan: We're Going to Scare You to Death"                                          |
| 1975    | Easter Island               | Narradora                                 | Documentário                                                                                      |

## Mídias arquivadas
| Ano  | Título                        | Papel          | Companhias de produção    | Notas                                 |
| ---- | ----------------------------- | -------------- | ------------------------- | ------------------------------------- |
| 1964 | Four Days in November         | Ela mesma      | United Artists            |                                       |
| 1964 | MGM's Big Parade of Comedy    | Ela mesma      | Metro-Goldwyn-Mayer (MGM) |                                       |
| 1974 | Era Uma Vez em Hollywood      | Janie Barlow   | Metro-Goldwyn-Mayer (MGM) | de "Dancing Lady"                     |
| 1984 | Terror in the Aisles          | Blanche Hudson | Universal Pictures        | de "What Ever Happened to Baby Jane?" |
| 1985 | That's Dancing!               | Ela mesma      | Metro-Goldwyn-Mayer (MGM) |                                       |
| 1994 | That's Entertainment, Part II | Jenny Stewart  | Metro-Goldwyn-Mayer (MGM) | de "Torch Song"                       |

## Filmes incompletos
| Ano  | Título                | Papel            | Companhias de produção    | Notas                                                   |
| ---- | --------------------- | ---------------- | ------------------------- | ------------------------------------------------------- |
| 1929 | Tide of Empire        | Josephita        | Metro-Goldwyn-Mayer (MGM) | Substituída por Renée Adorée                            |
| 1930 | Great Day             | Susie Totheridge | Metro-Goldwyn-Mayer (MGM) |                                                         |
| 1930 | The March of Time     | Ela mesma        | Metro-Goldwyn-Mayer (MGM) |                                                         |
| 1964 | Com a Maldade na Alma | Miriam Deering   | 20th Century Fox          | Substituída por Olivia de Havilland devido a uma doença |

## Aparições na rádio
| Ano        | Programa                 | Episódio                          |
| ---------- | ------------------------ | --------------------------------- |
| 27/07/1936 | Lux Radio Theatre        | "Chained"                         |
| 10/05/1937 | Lux Radio Theatre        | "Maria Stuart, Rainha da Escócia" |
| 06/06/1938 | Lux Radio Theatre        | "A Doll's House"                  |
| 15/01/1951 | Hollywood Star Playhouse | "Statement in Full"               |
| 06/10/1951 | Stars Over Hollywood     | "I Knew This Woman"               |
| 01/03/1952 | Stars Over Hollywood     | "When the Police Arrives"         |